# 猫鼠游戏 (音乐剧)
《猫鼠游戏》（英語：Catch Me If You Can，又译作《逍遥法外》）是美國一部音乐剧，剧情根据20世纪60年代著名诈骗犯法蘭克·威廉·艾巴內爾二世的经历改编。

## 所获提名和奖项
2011年6月12日，第65届托尼奖上《逍遥法外》获得该届托尼奖最佳音乐剧、最佳音乐剧音效设计、最佳编曲三项提名和最佳音乐剧男主角一项大奖。